# Karlheinz Schrödl
Karlheinz Schrödl (* 19. Juni 1937 in Wien) ist ein österreichischer Komponist und Richter.

## Leben
Karlheinz Schrödl erhielt in den Jahren von 1950 bis 1963 seine erste musikalische Ausbildung in Klarinette, Posaune, Violoncello und Kontrabass an der Musik und Kunst Privatuniversität der Stadt Wien. Parallel dazu absolvierte er ab 1955 an der Universität Wien ein Studium der Rechtswissenschaften, welches er im Jahr 1960 mit der Promotion zum Dr. jur. abschloss. In den Jahren von 1965 bis 1970 studierte er an der Universität für Musik und darstellende Kunst Wien Komposition bei Erich Urbanner und von 1987 bis 1988 an der Musik und Kunst Privatuniversität der Stadt Wien Komposition bei Reinhold Portisch.
In den Jahren von 1963 bis 2002 war Schrödl in Wien als Richter tätig. Parallel dazu gründete er, gemeinsam mit Rudolf Brandl, im Jahr 1965 ebenda die Kammermusikgruppe „Die Kontraste“, deren Leitung er bis zum Jahr 1975 innehatte und mit der er zahlreiche Konzerte im In- und Ausland gab. Von 1968 bis heute arbeitet Schrödl zeitweise in Wien als Musiklehrer und übt Vortragstätigkeiten aus.

## Auszeichnungen
- 1978: Preis des Wiener Kunstfonds der Zentralsparkasse Wien[2]
- 1979: Preis beim Kompositionswettbewerb für zeitgenössische Hausmusik[2]
- 1982: Preis des Carl Maria von Weber-Wettbewerbes für Kammeropern der Staatsoper Dresden[2]
- 1992: 1. Preis des Kompositionswettbewerbes des Konservatoriums der Stadt Wien[2]

## Werke (Auswahl)

### Ensemblemusik
- Trio für Violine, Klarinette und kleine Trommel (Triangel) – op. 1 (1969)[3]
- Divertimento – Duo für Violine und Violoncello, op.  (1970)[3]
- Quartett – für Posaune, Perkussion, Klavier und Kontrabass (1970)[3]
- Kammerkonzert – Quintett für Flöte, Trompete, Violine, Viola und Violoncello, op. 7/1 (1971)[3]
- Nachtstück – Quartett für Flöte (Piccolo), Klarinette (Tenorsaxophon), Violine und Klavier (Schlagzeug), op. 8 (1972)[3]
- Vorspiel zu einer Szene – Sextett für Klarinette, Trompete, Posaune, Perkussion, Klavier und Violine, op. 10/1 (1972)[3]
- Morgenstern-Szene – Sextett für Klarinette, Trompete, Posaune, Perkussion, Klavier und Violine mit Solostimme Alt, op. 10/2 (1972)[3]
- Piece – für sieben Spieler mit zwei Perkussions, Klarinette, Trompete, Posaune, Klavier und Violine, op. 13 (1973)[3]
- Für Andrea – Stück für Violine und Klarinette, op. 14/1 (1973)[3]
- Klaviertrio Nr. 1 – für Klavier, Violine und Violoncello, op. 19 (1976)[3]
- Fantasie für sechs Spieler – Sextett für Flöte, Klarinette (auch Bassklarinette), Trompete, Perkussion, Klavier und Violine, op. 20/2 (1977)[3]
- Quodlibet – Trio für Klarinette, Posaune und Violine, op. 29/2 (1980)[3]
- Schlägler Abendmusik – Quartett für Klarinette, Trompete, Posaune und Violine, op. 29/4 (1980)[3]
- Primavera – Duo für Violine und Klavier (1982)[3]
- Tofano – Trio für Flöte, Perkussion und Violine, op. 41/2 (1983)[3]
- Klaviertrio Nr. 2 – für Klavier, Violine und Violoncello, op. 53 (1986)[3]
- La belle époque – Szenen nach einer Idee von Silvie Nescher, op. 49 (1986)[3]
- Hommage à Gustav Mahler – Duo für Klarinette und Klavier, op. 56 (1987)[3]
- Der Mond – Trio für Flöte, Violoncello und Klavier, op. 55 (1987)[3]
- Märchen – Duo für Oboe und Klavier, op. 64 (1989)[3]
- Endspiel – Trio für Violine, Klarinette, Klavier, op. 73 (1990)[3]
- Intrada – Sextett für zwei Oboen, zwei Hörner und zwei Pauken, op. 86 (1992)[3]
- Mondfrau – Trio für Flöte (auch Piccolo), Oboe (auch Englischhorn) und Bassklarinette, op. 81 (1992)[3]
- Novemberquintett – für Oboe, Klarinette, Violine, Viola und Violoncello, op. 93 (1994)[3]
- Tre movimenti – Duo für Viola und Klavier, op. 143 (12006)[3]

### Solomusik
- Stück für Flöte solo – op. 14/3  (1974)[3]
- Musik für Baßklarinette – op. 20/1 (1977)[3]
- Zwei Sätze für Violine solo – op. 21 (1977)[3]
- Reflexion – für Violoncello solo, op. 41/1 (1983)[3]
- Satz für Violoncello solo – op. 38 (1983)[3]
- Fünf lyrische Reflexionen – für Flöte solo, op. 47 (1983)[3]
- Zwei Stücke für Klavier – op. 57/1 (1987)[3]
- Mobile – für Oboe solo, op. 67 (1989)[3]
- 5 Stücke aus dem Dschungelbuch – für Klavier solo, op. 75 (1991)[3]
- Dreizehn kleine Klavierstücke (1991)[3]
- Sonate für Violine solo – op. 91 (1993)[3]

### Vokalmusik
- Die Nachgeborenen werden unsrer ohne Nachsicht gedenken – Kantate für Alt, Bariton, gemischten Chor und Kammerensemble nach einem Text von Gerald Jatzek, op. 27 (1979)[3]
- Ondulazioni – für gemischten Chor und Orchester, op. 31  (1981)[3]
- Hochmittag – Kantate für Tenor, Bariton, Männerchor und Instrumente nach Texten von Michael Guttenbrunner, op. 51  (1986)[3]
- Drei Kinderlieder – Nach Worten von Gerald Jatzek für mittlere Stimme und Klavier, op. 52  (1986)[3]
- Weihnachtslied – für vierstimmigen gemischten Chor nach eigenem Text, op. 65  (1989)[3]
- Laßt uns die Erde den Kindern übergeben – für vierstimmigen gemischten Chor nach Texten von Nazim Hikmet, op. 72  (1990)[3]
- Golgatha – Oratorium für vier Sprecher und gemischten Chor, op. 101  (1996)[3]
- Küchenschabe – für 4-stimmigen Männerchor nach Texten von Theodor Kramer, op. 127  (2001)[3]

### Oper/Musiktheater/Ballett
- Fledermausmetamorphosen – Ballettpantomime, op. 25 (1979)[3]
- Der Bär – Oper für Kinder, op. 44 (1983)[3]
- Da capo al fine – Ballett nach einem Sujet von Attila Böcs, op. 42 (1983)[3]
- Verdammte Engel – Oper in zwei Akten nach Texten von Heinz Rudolf Unger, op. 43 (1985)[3]
- Der Riß – Kammeroper, op. 46 (1985)[3]
- Der kleine Drehorgelspieler – Märchenoper, op. 62 (1988)[3]